# Austrian Volley League Women
Austrian Volley League Women är den högsta serien i seriesystemet för volleyboll för damer i Österrike. 

## Resultat per säsong
| Säsong                                                       | Podium                        | Podium              | Podium           |
| Mästare                                                      | Tvåa                          | Trea                |                  |
| ------------------------------------------------------------ | ----------------------------- | ------------------- | ---------------- |
| Från 1952 och till 1961 kallades ligan Wiener Meisterschaft  |                               |                     |                  |
| 1952-53 mer information                                      | TJ Sokol Wien                 | -                   | -                |
| 1953-54 mer information                                      | TJ Sokol Wien                 | -                   | -                |
| 1954-55 mer information                                      | TJ Sokol Wien                 | -                   | -                |
| 1955-56 mer information                                      | TJ Sokol Wien                 | -                   | -                |
| 1956-57 mer information                                      | TJ Sokol Wien                 | -                   | -                |
| 1957-58 mer information                                      | TJ Sokol Wien                 | -                   | -                |
| 1958-59 mer information                                      | TJ Sokol Wien                 | -                   | -                |
| 1959-60 mer information                                      | ÖMV Olympia Wien              | -                   | -                |
| 1960-61 mer information                                      | SG SK Slovan/ÖMV Olympia Wien | -                   | -                |
| Från 1961 och till 1975 kallades ligan Bundesmeisterschaften |                               |                     |                  |
| 1961-62 mer information                                      | SG SK Slovan/ÖMV Olympia Wien | -                   | -                |
| 1962-63 mer information                                      | SG SK Slovan/ÖMV Olympia Wien | -                   | -                |
| 1963-64 mer information                                      | SG SK Slovan/ÖMV Olympia Wien | -                   | -                |
| 1964-65 mer information                                      | SC ÖMV Blau Gelb Wien         | -                   | -                |
| 1965-66 mer information                                      | SG SK Slovan/ÖMV Olympia Wien | -                   | -                |
| 1966-67 mer information                                      | SC ÖMV Blau Gelb Wien         | -                   | -                |
| 1967-68 mer information                                      | SC ÖMV Blau Gelb Wien         | -                   | -                |
| 1968-69 mer information                                      | SC ÖMV Blau Gelb Wien         | -                   | -                |
| 1969-70 mer information                                      | SC ÖMV Blau Gelb Wien         | -                   | -                |
| 1970-71 mer information                                      | SC ÖMV Blau Gelb Wien         | -                   | -                |
| 1971-72 mer information                                      | SC ÖMV Blau Gelb Wien         | -                   | -                |
| 1972-73 mer information                                      | Post SV Wien                  | -                   | -                |
| 1973-74 mer information                                      | Post SV Wien                  | -                   | -                |
| 1974-75 mer information                                      | Post SV Wien                  | -                   | -                |
| Från 1975 och till 2016 kallades ligan 1. Bundesliga         |                               |                     |                  |
| 1975-76 mer information                                      | Post SV Wien                  | -                   | -                |
| 1976-77 mer information                                      | Post SV Wien                  | -                   | -                |
| 1977-78 mer information                                      | Post SV Wien                  | -                   | -                |
| 1978-79 mer information                                      | SC ÖMV Blau Gelb Wien         | -                   | -                |
| 1979-80 mer information                                      | SC ÖMV Blau Gelb Wien         | -                   | -                |
| 1980-81 mer information                                      | SC ÖMV Blau Gelb Wien         | -                   | -                |
| 1981-82 mer information                                      | SC ÖMV Blau Gelb Wien         | -                   | -                |
| 1982-83 mer information                                      | TJ Sokol Wien                 | -                   | -                |
| 1983-84 mer information                                      | Post SV Wien                  | -                   | -                |
| 1984-85 mer information                                      | Post SV Wien                  | -                   | -                |
| 1985-86 mer information                                      | TI-Volley Innsbruck           | -                   | -                |
| 1986-87 mer information                                      | Post SV Wien                  | -                   | -                |
| 1987-88 mer information                                      | Post SV Wien                  | -                   | -                |
| 1988-89 mer information                                      | Post SV Wien                  | -                   | -                |
| 1989-90 mer information                                      | Post SV Wien                  | -                   | -                |
| 1990-91 mer information                                      | Post SV Wien                  | -                   | -                |
| 1991-92 mer information                                      | Post SV Wien                  | -                   | -                |
| 1992-93 mer information                                      | SG UVC/Wüstenrot Salzburg     | -                   | -                |
| 1993-94 mer information                                      | Post SV Wien                  | -                   | -                |
| 1994-95 mer information                                      | Post SV Wien                  | -                   | -                |
| 1995-96 mer information                                      | Post SV Wien                  | -                   | -                |
| 1996-97 mer information                                      | Post SV Wien                  | -                   | -                |
| 1997-98 mer information                                      | Post SV Wien                  | -                   | -                |
| 1998-99 mer information                                      | Post SV Wien                  | -                   | -                |
| 1999-00 mer information                                      | Post SV Wien                  | -                   | -                |
| 2000-01 mer information                                      | Post SV Wien                  | -                   | -                |
| 2001-02 mer information                                      | SG UVC/Wüstenrot Salzburg     | -                   | -                |
| 2002-03 mer information                                      | VB NÖ Sokol Post              | -                   | -                |
| 2003-04 mer information                                      | VB NÖ Sokol Post              | -                   | -                |
| 2004-05 mer information                                      | VB NÖ Sokol Post              | -                   | -                |
| 2005-06 mer information                                      | VB NÖ Sokol Post              | -                   | -                |
| 2006-07 mer information                                      | VB NÖ Sokol Post              | -                   | -                |
| 2007-08 mer information                                      | VB NÖ Sokol Post              | ATSC Klagenfurt     | ASKÖ Linz-Steg   |
| 2008-09 mer information                                      | VB NÖ Sokol Post              | ATSC Klagenfurt     | ASKÖ Linz-Steg   |
| 2009-10 mer information                                      | VB NÖ Sokol Post              | ASKÖ Linz-Steg      | ATSC Klagenfurt  |
| 2010-11 mer information                                      | VB NÖ Sokol Post              | ASKÖ Linz-Steg      | -                |
| 2011-12 mer information                                      | VB NÖ Sokol Post              | ASKÖ Linz-Steg      | -                |
| 2012-13 mer information                                      | VB NÖ Sokol Post              | -                   | -                |
| 2013-14 mer information                                      | VB NÖ Sokol Post              | ASKÖ Linz-Steg      | ATSC Klagenfurt  |
| 2014-15 mer information                                      | VB NÖ Sokol Post              | ATSC Klagenfurt     | UVC Graz         |
| 2015-16 mer information                                      | VB NÖ Sokol Post              | VC Tirol            | UVC Graz         |
| Från 2016 har ligan haft sitt nuvarande namn                 |                               |                     |                  |
| 2016-17 mer information                                      | VB NÖ Sokol Post              | ASKÖ Linz-Steg      | UVC Graz         |
| 2017-18 mer information                                      | UVC Graz                      | ATSC Klagenfurt     | VB NÖ Sokol Post |
| 2018-19 mer information                                      | ASKÖ Linz-Steg                | SG Prinz Brunnenbau | UVC Graz         |
| 2019-20 mer information                                      | Ej slutförd                   | Ej slutförd         | Ej slutförd      |
| 2020-21 mer information                                      | ASKÖ Linz-Steg                | UVC Graz            | VB NÖ Sokol Post |
| 2021-22 mer information                                      | ASKÖ Linz-Steg                | VB NÖ Sokol Post    | VC Tirol         |

## Titlar per klubb
| Klubb                         | Antal titlar | Säsong |
| ----------------------------- | ------------ | --- |
| Post SV Wien                  | 22           | 1972-73, 1973-74, 1974-75, 1975-76, 1976-77, 1977-78, 1983-84, 1984-85, 1986-87, 1987-88, 1988-89, 1989-90, 1990-91, 1991-92, 1993-94, 1994-95, 1995-96, 1996-97, 1997-98, 1998-99, 1999-00, 2000-01 |
| VB NÖ Sokol Post              | 16           | 2001-02, 2002-03, 2003-04, 2004-05, 2005-06, 2006-07, 2007-08, 2008-09, 2009-10, 2010-11, 2011-12, 2012-13, 2013-14, 2014-15, 2015-16, 2016-17                                                       |
| SC ÖMV Blau Gelb Wien         | 11           | 1964-65, 1966-67, 1967-68, 1968-69, 1969-70, 1970-71, 1971-72, 1978-79, 1979-80, 1980-81, 1981-82 |
| TJ Sokol Wien                 | 8            | 1952-53, 1953-54, 1954-55, 1955-56, 1956-57, 1957-58, 1958-59, 1982-83 |
| SG SK Slovan/ÖMV Olympia Wien | 5            | 1960-61, 1961-62, 1962-63, 1963-64, 1965-66 |
| ASKÖ Linz-Steg                | 3            | 2018-19, 2020-21, 2021-22 |
| ÖMV Olympia Wien              | 1            | 1959-60 |
| TI-Volley Innsbruck           | 1            | 1985-86 |
| SG UVC/Wüstenrot Salzburg     | 1            | 1992-93 |
| UVC Graz                      | 1            | 2017-18 |